# Асмир Колашинац
Асмир Колашинац (Скопље, 15. октобар 1984) српски је бацач кугле. Освајач је златне и сребрне медаље на Европском дворанском првенству и бронзане на отвореном, као и бивши национални рекордер у дворани.

## Биографија
Отац Спахо, мајка Мурадија. Асмиров брат Алмир је такође атлетичар и његова је дисциплина бацање копља. Тренер Асмира Колашинца био је Никола Томасовић. Асмир је дипломирао на Факултету спорта и тјелесног одгоја у Сарајеву. 2011, те је тако постао први српски атлетичар који је постигао „А“ норму за Олимпијске игре у Лондону 2012. године.
На Европском првенству у Хелсинкију 2012. године је освојио бронзану медаљу у бацању кугле за мушкарце, када је бацио куглу 20,36 метара. Годину дана касније постао је шампион Европе, освојивши златну медаљу на Европском дворанском првенству у Гетеборгу, док је 2015. године освојио сребро на Европском дворанском првенству у Прагу.
Он је четири пута био учесник Олимпијских игара (Пекинг 2008, Лондон 2012, Рио де Жанеиро 2016. и Токио 2020).
Јануара 2025. је завршио атлетску каријеру.

## Резултати
| Резултати на отвореном | Резултати на отвореном | Резултати на отвореном         | Резултати на отвореном |
| Сезона                 | Резултат (m)           | Локација                       | Датум                  |
| ---------------------- | ---------------------- | ------------------------------ | ---------------------- |
| 2005.                  | 16,95                  | Леирија, Португалија           | 18. јун 2005.          |
| 2007.                  | 19,30                  | Бања Лука, Босна и Херцеговина | 5. мај 2007.           |
| 2008.                  | 19,99                  | Нови Сад, Србија               | 7. јун 2008.           |
| 2009.                  | 20,41                  | Цеље, Словенија                | 2. септембар 2009.     |
| 2010.                  | 20,38                  | Бајина Башта, Србија           | 8. јун 2010.           |
| 2011.                  | 20,50                  | Нови Сад, Србија               | 4. јун 2011.           |
| 2012.                  | 20,85                  | Ријека, Хрватска               | 22. јул 2012.          |
| 2013.                  | 20,80                  | Београд, Србија                | 3. август 2013.        |
| 2014.                  | 20,79                  | Пријепоље, Србија              | 7. август 2014.        |
| 2015.                  | 21,58                  | Београд, Србија                | 27. јун 2015.          |
| 2016.                  | 20,96                  | Сента, Србија                  | 07. мај 2016.          |
| 2017.                  | 19,45                  | Нови Пазар, Србија             | 15. јул 2017.          |
| 2018.                  | 20,48                  | Сарајево, Босна и Херцеговина  | 10. јун 2018.          |
| 2019.                  | 20,88                  | Зеница, Босна и Херцеговина    | 27. јул 2019.          |
| 2021.                  | 21,31                  | Београд, Србија                | 29. јун 2021.          |
| 2022.                  | 20,81                  | Зеница, Босна и Херцеговина    | 08. јун 2022.          |
| 2023.                  | 20,38                  | Сарајево, Босна и Херцеговина  | 17. јун 2023.          |
| 2024.                  | 20,27                  | Сарајево, Босна и Херцеговина  | 02. јун 2024.          |

| Резултати у дворани | Резултати у дворани | Резултати у дворани           | Резултати у дворани |
| Сезона              | Резултат (m)        | Локација                      | Датум               |
| ------------------- | ------------------- | ----------------------------- | ------------------- |
| 2007/2008.          | 18,99               | Будимпешта, Мађарска          | 26. јануар 2008.    |
| 2008/2009.          | 18,88               | Сарајево, Босна и Херцеговина | 7. фебруар 2009.    |
| 2009/2010.          | 20,52               | Линц, Аустрија                | 4. фебруар 2010.    |
| 2010/2011.          | 20,12               | Будимпешта, Мађарска          | 13. фебруар 2011.   |
| 2011/2012.          | 20,64 =НР           | Линц, Аустрија                | 2. фебруар 2012.    |
| 2012/2013.          | 20,62               | Гетеборг, Шведска             | 1. март 2013.       |
| 2013/2014.          | 20,67 НР            | Нови Сад, Србија              | 1. март 2014.       |
| 2014/2015.          | 20,91 НР, ЕРС       | Нови Сад, Београд             | 14. фебруар 2015.   |
| 2016/2017.          | 20,87               | Београд, Србија               | 18. фебруар 2017.   |
| 2017/2018.          | 20,11               | Београд, Србија               | 21. фебруар 2018.   |
| 2018/2019.          | 20,34               | Београд, Србија               | 20. фебруар 2019.   |
| 2019/2020.          | 21,06 НР            | Београд, Србија               | 28. децембар 2019.  |
| 2020/2021.          | 20,53               | Београд, Србија               | 26. децембар 2020.  |
| 2021/2022.          | 21,06 =НР           | Београд, Србија               | 4. март 2022.       |
| 2022/2023.          | 20,36               | Београд, Србија               | 15. фебруар 2023.   |
| 2023/2024.          | 20,48               | Београд, Србија               | 30. децембар 2023.  |
| 2024/2025.          | 19,88               | Београд, Србија               | 22. јануар 2025.    |

## Успеси
| Година                         | Такмичење                                 | Локација                        | Место                          | Детаљи                         |
| Представљао Србију и Црну Гору | Представљао Србију и Црну Гору            | Представљао Србију и Црну Гору  | Представљао Србију и Црну Гору | Представљао Србију и Црну Гору |
| ------------------------------ | ----------------------------------------- | ------------------------------- | ------------------------------ | ------------------------------ |
| 2005                           | Европско првенство за млађе сениоре       | Ерфурт, Немачка                 | 16.                            | 15,66 m                        |
| Представљао Србију             |                                           |                                 |                                |                                |
| 2007                           | Летња универзијада                        | Бангкок, Тајланд                | 6.                             | 18,90 m                        |
| 2008                           | Летње олимпијске игре                     | Пекинг, Кина                    | 33.                            | 19,01 m                        |
| 2009                           | Светско првенство на отвореном            | Берлин, Немачка                 | 22.                            | 19,67 m                        |
| 2010                           | Светско првенство у дворани               | Доха, Катар                     | 11.                            | 20,10 m                        |
| 2010                           | Зимски куп Европе у бацачким дисциплинама | Арл, Француска                  | 1.                             | 20,15 m                        |
| 2010                           | Европско екипно првенство — 2. лига       | Београд, Србија                 | 2.                             | 20,20 m                        |
| 2010                           | Европско првенство на отвореном           | Барселона, Шпанија              | 9.                             | 19,77 m                        |
| 2011                           | Европско екипно првенство — 2. лига       | Нови Сад, Србија                | 2.                             | 20,09 m                        |
| 2011                           | Светско првенство на отвореном            | Тегу, Јужна Кореја              | 11.                            | 19,84 m                        |
| 2012                           | Светско првенство у дворани               | Истанбул, Турска                | 12.                            | 19,70 m                        |
| 2012                           | Зимски куп Европе у бацачким дисциплинама | Бар, Црна Гора                  | 2.                             | 20,50 m                        |
| 2012                           | Европско првенство на отвореном           | Хелсинки, Финска                | 3.                             | 20,36 m                        |
| 2012                           | Летње олимпијске игре                     | Лондон, УК                      | 7.                             | 20,71 m                        |
| 2013                           | Европско првенство у дворани              | Гетеборг, Шведска               | 1.                             | 20,62 m                        |
| 2013                           | Европско екипно првенство — 2. лига       | Каунас, Литванија               | 1.                             | 20,37 m                        |
| 2013                           | Светско првенство на отвореном            | Москва, Русија                  | 10.                            | 19,96 m                        |
| 2014                           | Светско првенство у дворани               | Сопот, Пољска                   | 13.                            | 20,04 m                        |
| 2014                           | Европско екипно првенство — 2. лига       | Рига, Летонија                  | 1.                             | 20,15 m                        |
| 2014                           | Европско првенство                        | Цирих, Швајцарска               | 5.                             | 20,55 m                        |
| 2015                           | Европско првенство у дворани              | Праг, Чешка                     | 2.                             | 20,90 m                        |
| 2015                           | Европско екипно првенство — 2. лига       | Стара Загора, Бугарска          | 1.                             | 20,75 m                        |
| 2015                           | Светско првенство                         | Пекинг, Кина                    | 7.                             | 20,71 m                        |
| 2016                           | Европско првенство                        | Амстердам, Холандија            | 5.                             | 20,43 m                        |
| 2016                           | Летње олимпијске игре                     | Рио де Жанеиро, Бразил          | 15.                            | 20,16 m                        |
| 2017                           | Европско првенство у дворани              | Београд, Србија                 | 11.                            | 19,96 m                        |
| 2018                           | Светско првенство у дворани               | Бирмингем, Уједињено Краљевство | 15.                            | 19,34 m                        |
| 2018                           | Европско првенство на отвореном           | Берлин, Немачка                 | −                              | БП                             |
| 2019                           | Светско првенство                         | Доха, Катар                     | 27.                            | 19,86 m                        |
| 2022                           | Светско првенство у дворани               | Београд, Србија                 | 11.                            | 20,64 м                        |
| 2022                           | Европско првенство на отвореном           | Минхен, Немачка                 | 8.                             | 20,15 м                        |
| 2023                           | Европско првенство у дворани              | Истанбул, Турска                | 11.                            | 19,63 м                        |
| 2023                           | Светско првенство                         | Будимпешта, Мађарска            | 19.                            | 20,01 м                        |
| 2024                           | Европско првенство на отвореном           | Рим, Италија                    | 18.                            | 19,19 м                        |